# サル語支
サル語支(サルごし、英: Sal languages)、ないしブラフマプトラ諸語 (ブラフマプトラしょご、英: Brahmaputran languages) とは、チベット・ビルマ諸語の一支であり、北東インドに加え、バングラデシュ、ミャンマー、および中国の一部で話される。「サル」は、この語派を特徴付ける語彙の一つである*sal (「太陽」の意) に由来する。

## その他の名称
エスノローグでは、この語派を「ジンポー・コニャク・ガロ・ボド諸語 (Jingpho–Konyak-Garo–Bodo) と呼んでいる。
DeLancey (2015) は、「ボド・コニャク・ガロ・ジンポー諸語 (Konyak-Garo–Bodo–Konyak-Garo–Jingpho) と呼んでいる。
Glottologでは、この語派がブラフマプトラ渓谷周辺に分布することから、「ブラフマプトラ諸語 (Brahmaputran)」という名称を用いている。

## シナ・チベット語族における位置
DeLancey (2015) は、ボド・コニャク・ガロ・ジンポー諸語 (＝サル語支) を、シナ・チベット語族 (トランス・ヒマラヤ語族) の中でも、中央チベット・ビルマ諸語の下位語群として位置付けている。

## 所属する言語

### 分類
サル語支は通常、以下の3つの下位語群に分類される (Burling 2003:175, Thurgood 2003:11)。
- ボド・ガロ諸語（英語版）
  - 北東インドのアッサム州、メガラヤ州、トリプラ州で話されるボド語やコチ語（英語版）を含む。
- コニャク諸語（英語版）
  - ナガ人の言語の一つである (ただし、他のナガ諸語は、クキ・チン・ナガ諸語（英語版）に分類される)。北東インドのアルナーチャル・プラデーシュ州南東部及びナガランド州の北東部で話される。
- カチン諸語 (ジンポー・ルイ諸語（英語版）)
  - ミャンマー北部及びその周辺で話されるジンポー語や、ミャンマー西部で話されるルイ諸語（英語版）を含む。

### 研究史
Benedict (1972:7)は、シナ・チベット語族の中でも、ボド・ガロ諸語とコニャク語、ジンポー語 (カチン語)、及びチャイレル語が、「太陽」「火」を意味する語根をそれぞれ共有していると指摘した。Burling (1983)は、ボド・ガロ諸語とコニャク語、及びジンポー語において共有された幾つかの語彙的改新を基に、これらが一つの言語群を成すと主張している。以下の語根は、そうした語彙的改新の例である (アステリスクは再構形を表す)。
- *sal 「太陽」[9][注 3]
- *war 「火」[11]
- *s-raŋ 「空」[12]
- *wa 「父」[13]
- *nu 「母」[14]

サル語支という名称は、この語派に属する言語において「太陽」を意味する形式から付けられたものである。Coupe (2012:201–204)は、Burling (1983) の挙げた語彙的改新が、実際にこの語派に特有のものであるのか疑義を呈している。一方、Burling (1983) の仮説を受け入れているMatisoff (2013)は、*s-raŋ 「空」と*nu「母」をサル語支の改新として最も説得力のある語根としている。